# 2025년 메이저 리그 베이스볼 시즌
2025년 메이저 리그 베이스볼 시즌(2025 Major League Baseball season)은 3월 18일부터 19일까지 일본 도쿄에서 열린 디펜딩 월드시리즈 우승팀 로스앤젤레스 다저스와 시카고 컵스의 2연전으로 시작되었으며, 이후 3월 27일부터 9월 28일까지 정규 시즌이 진행된다. 제95회 올스타전은 7월 15일 조지아주 컴벌랜드에 위치한 애틀랜타 브레이브스의 홈구장인 트루이스트 파크에서 열린다.
애슬레틱스 (야구)는 최소 3시즌 동안 오클랜드 (캘리포니아주)에서 캘리포니아주 웨스트 새크라멘토로 연고지를 옮긴 후 라스베이거스 대도시권으로 이전할 계획이다. 팀명은 도시 이름을 붙이지 않고 애틀랜틱스로 사용한다.